# Сакауэ, Ёко
Ёко Сакауэ (яп. 坂上 洋子; 29 августа 1968, Нагасаки) — японская дзюдоистка тяжёлой весовой категории, выступала за сборную Японии в середине 1980-х — начале 1990-х годов. Бронзовая призёрша летних Олимпийских игр в Барселоне, серебряная и дважды бронзовая призёрша чемпионатов Азии, победительница многих турниров национального и международного значения.

## Биография
Ёко Сакауэ родилась 29 августа 1968 года в городе Нагасаки одноимённой префектуры. Активно заниматься дзюдо начала в раннем детстве во время учёбы в начальной школе, позже продолжила подготовку в средней школе и затем в Университете Цукубы.
Первого серьёзного успеха на взрослом международном уровне добилась в 1985 году, когда попала в основной состав японской национальной сборной и побывала на домашнем женском чемпионате Азии в Токио, откуда привезла награды серебряного и бронзового достоинства, выигранные в тяжёлой и абсолютной весовых категория соответственно — в обоих случаях была побеждена китаянкой Гао Фэнлянь. Два года спустя выступила на чемпионате мира в немецком Эссене, однако попасть в число призёров не сумела, на стадии 1/16 финала потерпела поражение от американки Маргарет Кастро. Ещё через год добавила в послужной список бронзовую медаль, выигранную в абсолютной весовой категории на азиатском первенстве в Дамаске.
В 1989 году на чемпионате мира в югославском Белграде Сакауэ снова осталась без медалей, на сей раз в 1/16 финала проиграла представительнице Болгарии Цветане Томовой. В следующем сезоне получила бронзу в тяжёлом весе на этапе Кубка мира в Париже и в открытом весе на домашнем международном турнире в Фукуоке. В 1992 году взяла бронзу на этапе Кубка мира в Париже, проиграв лишь кубинке Эстеле Родригес, и благодаря череде удачных выступлений удостоилась права защищать честь страны на летних Олимпийских играх в Барселоне. Взяла здесь верх над первыми тремя соперницами, однако на стадии полуфиналов потерпела поражение от китаянки Чжуан Сяоянь, которая в итоге и стала победительницей Олимпиады в тяжёлом весовом дивизионе. При всём при том, в утешительном поединке за третье место поборола польскую спортсменку Беату Максимову и завоевала тем самым бронзовую олимпийскую медаль.
Вскоре по окончании этих соревнований Ёко Сакауэ приняла решение завершить карьеру профессиональной спортсменки, уступив место в сборной молодым японским дзюдоисткам, хотя при этом ещё в течение многих лет продолжала принимать участие в любительских и ветеранских турнирах по дзюдо. Является радиолюбительницей, мать двоих детей.